# Palazzo Littorio (Messina)
L'ex Palazzo Littorio è un edificio progettato da Giuseppe Samonà e Guido Viola. Sorge sulla via Garibaldi, nella città di Messina.

## Storia e descrizione
Edificato nel 1940, è riconoscibile dal proprio rivestimento in travertino e marmo di Carrara, dalla propria massa muraria e squadrata e dalla compattezza prismatica.
La facciata è quasi piatta. L'edificio è semplice e prismatico scandito da pilastri verticali ma ricuciti tra loro da un lungo balcone orizzontale.
Nella sala di rappresentanza furono realizzati monumentali pannelli decorativi. Le decorazioni del palazzo Littorio riferite al regime come frasi mussoliniane, fasci littori, M, labari, massiccia balaustra marmorea e sculture sulla balaustra del lungo balcone vennero tolte negli anni sessanta.
Sull'edificio, ex palazzo Littorio, c'è un grande bassorilievo marmoreo allegorico del lavoro, anch'esso è un gioiello artistico scolpito dallo scultore messinese Antonio Bonfiglio. Su una parete in un angolo al piano terra dell'edificio, lato mare, è ancora oggi visibile un celebre motto fascista scritto in lettere di marmo: "OSARE DURARE VINCERE".

## Galleria d'immagini

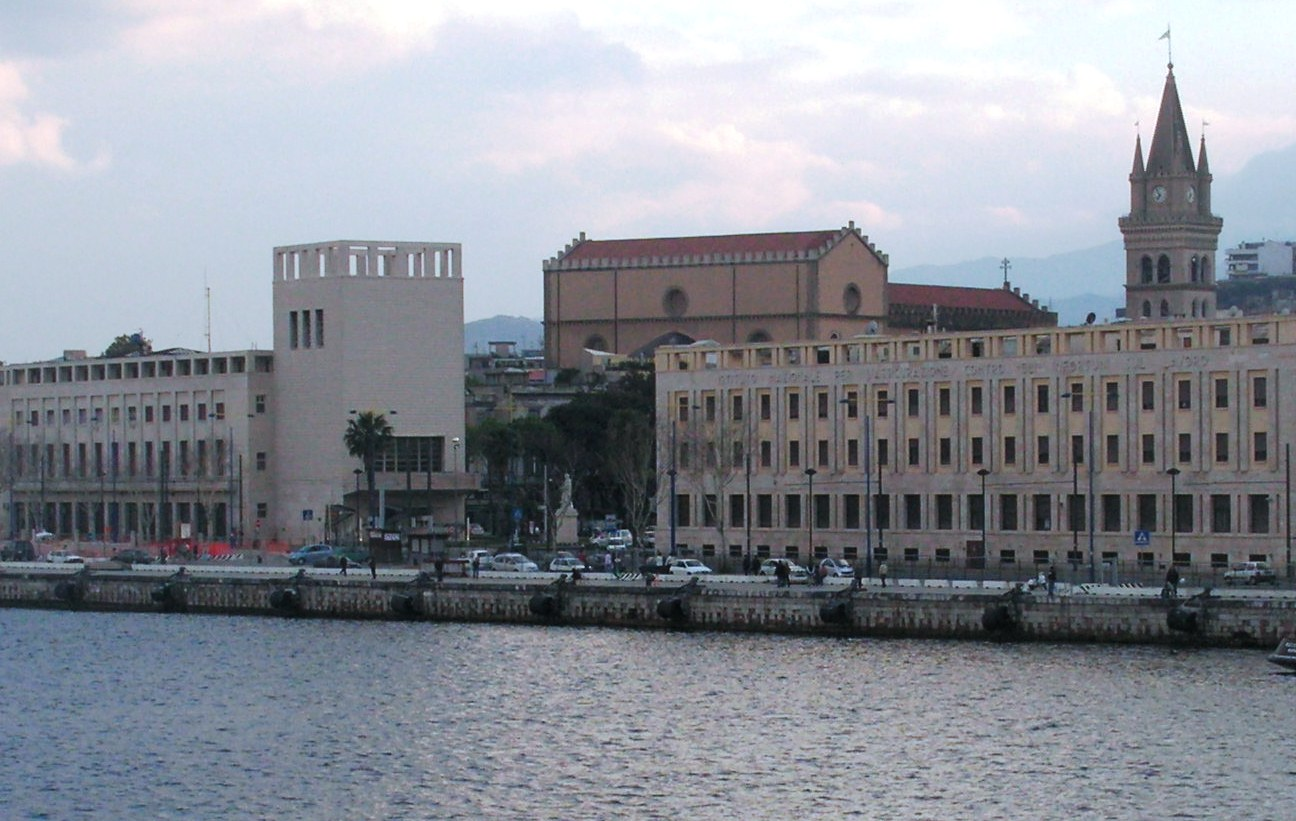
Palazzo Littorio